# Tilly Keeper

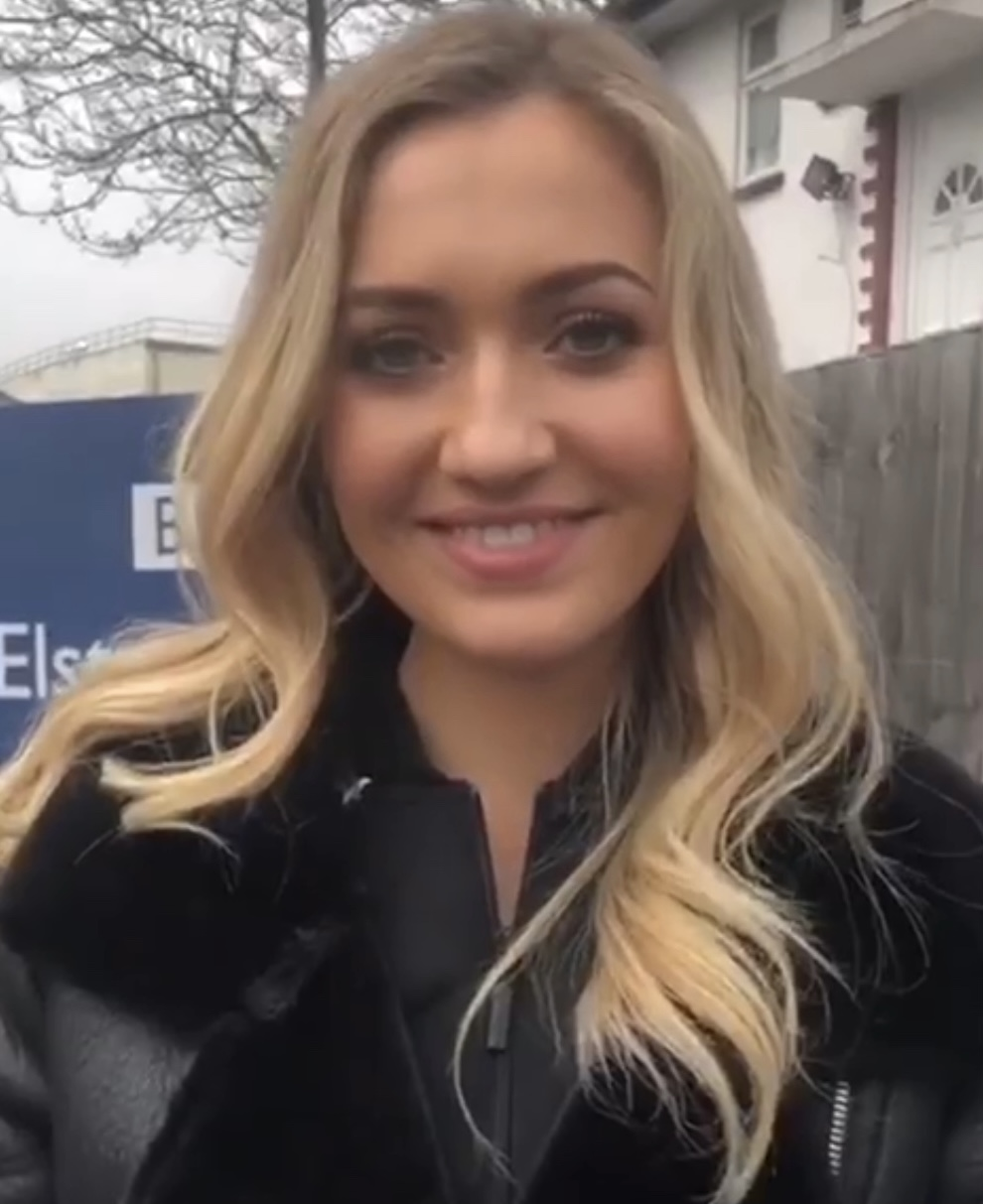
Tilly Keeper nel 2019

Tilly Keeper, pseudonimo di Matilda Elizabeth Keeper (Londra, 16 agosto 1997), è un'attrice britannica, nota per il ruolo di Lady Phoebe nella serie televisiva You.

## Biografia
Nata a Londra, nel Regno Unito, è figlia di Peter Keeper, uno degli sceneggiatori di Spitting Image, e Amanda Keeper. Dall'età di quattro anni ha preso lezioni di danza, mentre dall'età di sette anni è entrata nel mondo della recitazione. Sin dalla tenera età, per quattordici anni, ha frequentato la D&B Academy of Performing Arts a Bromley, scuola che è in possesso dei suoi zii. Come formazione, invece, si è diplomata alla Bromley High School.

## Carriera
La sua carriera è cominciata all'età di quattro anni, quando è apparsa in diverse pubblicità televisive. Per poi fare il suo debutto sul piccolo schermo, in un episodio della serie televisiva drammatica The Bill.
Nel 2014, è apparsa nel film Cuban Fury; nello stesso anno prenderà parte a una pubblicità per la Oral-B. Nel 2015, invece, partecipa al cortometraggio Female Dog e nel 2016 in un episodio di Millie Inbetween, prodotta dalla CBBC.
Nel dicembre 2015, viene ingaggiata per il ruolo principale di Louise Mitchell, nella soap opera EastEnders, prodotta dalla BBC. Nel dicembre 2019, l'attrice annuncia la sua uscita dal progetto.
Nell'aprile 2020, è stato annunciato che avrebbe preso parte al film Make Me Famous, nel ruolo di Helen Cott. L'anno seguente, ha ottenuto un ruolo secondario nel cortometraggio True Colours, dove ha affiancato la collega Amy-Leigh Hickman; pochi mesi dopo, è stata confermata la sua presenza nel film thriller Marooned Awakening, le cui riprese si sono svolte a settembre nell'isola di Guernsey. 
Nel 2022, viene ingaggiata per il ruolo di Lady Phoebe nella quarta stagione della serie televisiva You, prodotta da Netflix.
Nel 2023, entra a far parte della serie televisiva drammatica Queenie, prodotta da Channel 4.

## Filmografia

### Cinema
- Furia cubana (Cuban Fury), regia di James Griffiths (2014) – non accreditata
- Marooned Awakening, regia di Musaab Mustafa (2022)
- R.I.P.D. 2: Rise of the Damned, regia di Paul Leyden (2022)

### Televisione
- EastEnders – soap opera, 392 episodi (2016-2020)
- Millie Inbetween – serie TV, episodio 2x09 (2016)
- EastEnders - The Last Goodbye – film TV (2016)
- Children in Need – serie TV, 2 episodi (2016-2018)
- Make Me Famous, regia di Peter King – film TV (2020)
- You – serie TV, 13 episodi (2023-2025)

### Cortometraggi
- True Colours, regia di Milda Baginskaite (2021)
- Do This for Me, regia di Marnie Baxter (2022)

## Riconoscimenti
- National Television Awards
  - 2017 – Candidatura alla miglior promessa per EastEnders[18]
- TV Times Awards
  - 2016  – Candidatura alla miglior promessa per EastEnders[19]

## Doppiatrici italiane
Nelle versioni in italiano delle opere in cui ha recitato, Tilly Keeper è stata doppiata da:
- Giulia Franceschetti[20] in You[21]